# 乐善亭
乐善亭，位于中国广东省韶关市乳源县大桥镇烂泥坳，为韶关市乳源县的一个县级文物保护单位，类型为古建筑，公布时间为2005年8月15日。
乐善亭的历史年代为清乾隆十四年。